# Isla Granito
Isla Granito är en ö i Mexiko.   Den ligger i delstaten Baja California, i den nordvästra delen av landet, 1 800 km nordväst om huvudstaden Mexico City. Arean är 0,25 kvadratkilometer.
Terrängen på Isla Granito är lite kuperad. Öns högsta punkt är 59 meter över havet. Den sträcker sig 0,5 kilometer i nord-sydlig riktning, och 1,1 kilometer i öst-västlig riktning.